# Duces 'n Trayz: The Old Fashioned Way
Duces 'n Trayz: The Old Fashioned Way är det andra studioalbumet av rap-gruppen Tha Eastsidaz. Albumet innehåller singeln "I Luv It" och låten "Criphop" som var filmmusik till Baby Boy.
Albumet lyckades hamna på fjärde plats på Billboard 200-listan i USA.
Albumet är förmodligen gruppens sista då en av medlemmarna, Tray Deee, fått en fängelsestraff på 12 år.

## Låtlista

### Track listing
| Nr | Titel                                | Producent   | Gästartist(er)                                                         |
| -- | ------------------------------------ | ----------- | ---------------------------------------------------------------------- |
| 1  | "Intro"                              |             |                                                                        |
| 2  | "I Luv It"                           | Battlecat   | Kokane, Sir Dogg, Snoopy Collins                                       |
| 3  | "Eastside Ridaz"                     | Hi-Tek      | Nate Dogg, Soopafly                                                    |
| 4  | "Crip Hop"                           | Battlecat   |                                                                        |
| 5  | "I Don't Know"                       | Battlecat   | Suga Free, Soopafly, LaToiya Williams                                  |
| 6  | "Welcome 2 Tha House"                | Battlecat   | Doggy's Angels, Nate Dogg                                              |
| 7  | "Friends"                            | Alchemist   | Kokane                                                                 |
| 8  | "Gang Bang 4 Real"                   | Fredwreck   | Bad Azz                                                                |
| 9  | "I Pledge Allegiance"                | Fredwreck   | Soopafly, Kokane                                                       |
| 10 | "Now is the Time"                    | Meech Wells | Kokane                                                                 |
| 11 | "Cool"                               | Hi-Tek      | Nate Dogg, Butch Cassidy, Kokane                                       |
| 12 | "Dogghouse In Your Mouth"            | Battlecat   | Suga Free, Soopafly, RBX, Kurupt, Ruff Dogg, King Lou, Mixmaster Spade |
| 13 | "Connected"                          | Alchemist   | Mobb Deep, Kokane                                                      |
| 14 | "Mac Bible Chapter 2:11 Verse 20–21" | Fredwreck   | Mac Minister                                                           |
| 15 | "Break A Bitch Til I Die"            | Jelly Roll  |                                                                        |
| 16 | "Sticky Fingers"                     | Rick Rock   | Kokane                                                                 |
| 17 | "There Comes a Time"                 | Jelly Roll  |                                                                        |
| 18 | "Late Night"                         | Meech Wells | Kokane                                                                 |
| 19 | "So Low"                             | Meech Wells | Lil' Mo, Kokane                                                        |
| 20 | "Everywhere I Go"                    | Swizz Beatz | Kokane                                                                 |

## Samplingar
I Luv It
- "Mr. Groove" av One Way.

Friends
- "At Long Last" av Moment of Truth.